# Peter Menacher
Peter Menacher (* 29. November 1939 in Augsburg) ist ein deutscher Politiker. Er war von 1990 bis 2002 Oberbürgermeister der Stadt Augsburg (CSU).

## Leben
Nach einer Offiziersausbildung bei der Luftwaffe studierte Menacher an der Pädagogischen Hochschule Augsburg Lehramt. Nach sechs Jahren Tätigkeit als Lehrer wechselte er als Assistent an die Pädagogische Hochschule. 1971 promovierte Menacher nach abgeschlossenem Zweitstudium der Erziehungswissenschaft, politischen Wissenschaft und Geschichte an der Ludwig-Maximilians-Universität München über ein Thema der politischen Bildung. 1970 bis 1976 war Menacher Mitarbeiter von Hans Maier im Bayerischen Kultusministerium. 1974/1975 nahm er am Lehrgang für Verwaltungsführung der Bayerischen Staatskanzlei mit Studienaufenthalten in der Wirtschaft und im Ausland teil.

## Politik
Von 1976 bis 1990 amtierte er als berufsmäßiger Stadtrat und Schulreferent der Stadt Augsburg, wobei er in zahlreichen überregionalen Gremien der Schul- und Bildungspolitik tätig war. Unter anderem war er Vorsitzender des Schulausschusses des Deutschen Städtetages. 1990 wurde er zum Oberbürgermeister der Stadt Augsburg gewählt. 1996 wurde er wiedergewählt. Schwerpunkte seiner Amtszeit waren u. a. der Bau zahlreicher Kindergärten und neuer Straßenbahnlinien, der Ausbau des Straßennetzes und kulturelle Projekte. Er begann ferner die Umwandlung von Kasernen in Areale für Wohnen, Gewerbe und Grün, sowie die Profilierung Augsburgs als Umweltkompetenz-Zentrum. Menacher gehörte dem Präsidium des Deutschen Städtetages an und war von 1998 bis 2002 dessen Vertreter im Ausschuss der Regionen der EU in Brüssel. 2002 kandidierte er nicht mehr und schied aus dem Amt aus.
Im Jahr 2001 erhielt Peter Menacher die Liebieg-Medaille des Heimatkreises Reichenberg. Am 31. März 2003 wurde ihm die Ehrenbürgerschaft der Stadt Augsburg verliehen. Im gleichen Jahr wurde er zum Kurator der Kurt und Felicitas Viermetz-Stiftung berufen. Menacher ist seit 1991 Ehrenmitglied der katholischen Studentenverbindung K.St.V. Ludovicia Augsburg im KV.

## Veröffentlichungen (Auswahl)
- Jugendliche und Parteien. München – Wien 1971.
- Augsburger Meilensteine. Eine Stadt unterwegs ins neue Jahrtausend. Augsburg 1999.
- Gelebtes Miteinander – Der „Preis Augsburger Friedensfest“ und seine ökumenischen Impulse. Augsburg 1997 sowie Ergänzung 2000.